# Mogiła nieznanego żołnierza
Mogiła nieznanego żołnierza – powieść Andrzeja Struga z 1922 roku.
Na podstawie powieści w 1927 powstał film pt. Mogiła nieznanego żołnierza w reż. Ryszarda Ordyńskiego.

## Treść
Kapitan Łazowski podczas wojny dostaje się do rosyjskiej niewoli. Pracuje przymusowo w rosyjskiej fabryce amunicji. Jest świadkiem rewolucji i wojny domowej. Udaje mu się wydostać i rozpoczyna wędrówkę do domu. Tymczasem, żona, sądząc że mąż zginął na wojnie, ponownie wychodzi za mąż. Wywołuje to niezadowolenie córki, która nie wierzy w śmierć ojca. W momencie ślubu żony Łazowski, przekroczywszy granicę, pada trafiony zbłąkaną kulą. Córka podświadomie czuje wtedy śmierć ojca. 